# Hitchcock megye
Hitchcock megye az Amerikai Egyesült Államokban, azon belül Nebraska államban található. Megyeszékhelye Trenton, legnagyobb városa Culbertson. Lakosainak száma 2616 fő (2020. április 1.). Hitchcock megye Hayes, Rawlins, Frontier, Red Willow és Dundy megyékkel határos.

## Népesség
A megye népességének változása:
| Lakosok száma | 2893 | 2869 | 2881 | 2872 | 2883 | 2616 |
|               | 2010 | 2011 | 2012 | 2013 | 2015 | 2020 |